# Баттьяни
Баттьяни, Баттяни или Батьяни (Batthyány) — одна из богатейших магнатских семей Венгрии, притязавшая на происхождение от одного из вождей Арпада при вторжении мадьяр в Паннонию в IX веке. Впервые упоминается в документах, датируемых 1398 годом. С 1524 года старшая ветвь обосновалась в Неметуйваре, в 1603 г. возведена в ранг имперских графов.
С начала XVI века, который вообще в истории Баттьяни стал золотой страницей, этот род дал Венгерскому королевству немало хорватских банов. В 1570 году Балтазар Баттьяни превратил родовое гнездо, Неметуйвар, в центр протестантизма на западе Венгрии. Один из его потомков, Адам Баттьяни (1610—1659), будучи католиком, основал в Неметуйваре францисканский монастырь. От его старшего сына Кристофа происходит старшая линия рода, Баттьяни-Штратман (Batthyány-Strattmann), от младшего Пала — гораздо более многочисленная линия, продолжавшая владеть Неметуйваром.
В 1764 г. один из сподвижников Евгения Савойского, имперский фельдмаршал Карл Йозеф Баттьяни, за 20 лет до того одержавший историческую победу при Пфаффенхофене, был удостоен императрицей Марией Терезией княжеского титула. Поскольку все девять детей, рождённых им в трёх браках, умерли в младенчестве, после смерти фельдмаршала княжеский титул перешёл к его племяннику, а затем — к его детям и внукам. Главной резиденцией княжеской (старшей) линии был барочный дворец в Кёрменде, выстроенный в 1730-45 гг. Последний её представитель умер в Кёрмендском дворце в 1914 году, после чего княжеский титул унаследовал очень дальний кузен из числа потомков Пала.
Если их соперники за влияние в Бургенланде, магнаты Эстерхази, покровительствовали живописи и музыке, то князья и графы Баттьяни прославились собиранием книг. В 1838 г. князь Густав Баттьяни преподнёс в дар Венгерской академии наук своё книжное собрание, в которое входил такой уникум, как до сих пор не расшифрованный кодекс Рохонци, названный так по замку Баттьяни в Рехнице, где он хранился. Другой ценнейший манускрипт, Золотой кодекс из Лорша, хранится в библиотеке Баттьяни в румынском городе Алба-Юлия.
Лайош Баттьяни во время революции в 1848 стал первым премьер-министром Венгрии; он был казнён в Пеште и почитается как национальный герой. 
После Второй мировой войны собственность семьи Баттьяни была большей частью конфискована в тогдашних социалистических странах, хотя у них осталась крупная недвижимость в Бургенланде, включая Неметуйварскую крепость, приобретённую ещё в 1524 году.

## Члены семьи
- Балтазар Баттьяни (1543—1590) — барон, высокообразованный гуманист, стал протестантом в 1570.
- Адам I Баттьяни (1610—1659) — граф, основатель францисканского монастыря в Гюссинге.
- Адам II Баттьяни (1662—1703) — граф, венгерский военачальник, Бан Хорватии.
- Лайош Баттьяни (венг. Batthyány Lajos) (1696—1765) — верховный канцлер и палатин Венгрии.
- Кароль Йозеф Баттьяни (1698—1772) — австрийский фельдмаршал и последний педагог Иосифа II.
- Йожеф Баттьяни (1727—1799) — архиепископ и кардинал.
- Игнац Баттьяни (1741—1798) — епископ.
- Лайош Баттьяни (1807—1849) — первый венгерский премьер-министр.
- Казимир Баттьяни (1807—1854) — министр иностранных дел в правительстве предыдущего.
- Густав Баттьяни (1803—1883) — английский спортсмен, конезаводчик.
- Ласло Баттьяни-Штратман (1870—1931) — австрийский врач, причисленный к лику блаженных в 2003.
- Маргит Баттьяни (1914—1959) — жила во Франции и была хозяйкой конезавода.

|                                             |  |                              |  |                                 |
| Твердыня Баттьяни в Немет-Уйваре (Гюссинге) |  | Мавзолей Баттьяни-Монтенуово |  | Кёрмендская резиденция Баттьяни |